# Tapacul de Parker
El tapacul de Parker (Scytalopus parkeri) és una espècie d'ocell de la família dels rinocríptids (Rhinocryptidae).

## Hàbitat i distribució
Habita el sotabosc dels boscos de muntanya als Andes del sud d'Equador i l'extrem nord del Perú.